# Лафитник
Лафи́тник (разговорное):
- Стопка или большая рюмка удлинённой формы[1].
- Количество чего-либо, вмещающееся в такой сосуд[1].

## История
Лафитник — название, которое простой люд дал во второй половине XIX века округлым винным рюмкам в отличие от гранёных конусообразных водочных, делавшихся из толстого стекла, с тяжёлыми, устойчивыми ножками. Название дано по имени распространённого «барского» красного вина — лафита. Лафитник — термин, который не обозначает меру объёма (бывают лафитники на 50, 75, 100, 125—150 мл) Его смысл — в указании на функциональность прибора, из которого пили вино. Смысл наименования был, однако, вскоре утерян. Уже с конца XIX и в начале XX века лафитником называли всякую рюмку (независимо от формы) из тонкого, дорогого по понятиям того времени стекла, а тем более рюмки, снабжённые украшениями.

В XX веке лафитник — это уже всякая дорогая рюмка, в том числе и хрустальная; в конце XX века это название употребляется редко людьми старшего поколения для обозначения любых рюмок небольших, «аккуратных» размеров, на низкой ножке. На самом же деле лафитник, если уж употреблять это название, имеющееся лишь в русском языке (но не указанное ни в словаре В. Даля, ни в советском академическом (4-томном), ни в этимологическом словаре М. Фасмера), — это рюмка средних размеров, из тонкого стекла, тюльпанообразной формы. Именно такие рюмки предназначены для красных вин.
В некоторых областях России лафитником называют небольшой графин с узким горлом для водки, настойки или вина.

## Лафитник в литературе
Через пять минут председатель сидел за столом в своей маленькой столовой. Супруга его принесла из кухни аккуратно нарезанную селёдочку, густо посыпанную зелёным луком. Никанор Иванович налил лафитничек, выпил, налил второй, выпил, подхватил на вилку три куска селёдки… и в это время позвонили, а Пелагея Антоновна внесла дымящуюся кастрюлю, при одном взгляде на которую сразу можно было догадаться, что в ней, в гуще огненного борща, находится то, чего вкуснее нет в мире, — мозговая кость.

Михаил Булгаков. Мастер и Маргарита

Четыре огня в столовой люстре. Знамёна синего дыма. Кремовые шторы наглухо закрыли застеклённую веранду. Часов не слышно. На белизне скатерти свежие букеты тепличных роз, три бутылки водки и германские узкие бутылки белых вин. Лафитные стаканы, яблоки в сверкающих изломах ваз, ломтики лимона, крошки, крошки, чай…

Михаил Булгаков. Белая Гвардия

…Пели до тех пор, покуда любимый начальник не осушил изрядного количества лафитничков и высоких севастопольских стопок, после чего, в свою очередь, колеблющимся голосом начал
песню…

Ильф и Петров. Золотой телёнок
…
Из старого резного буфета извлекался миниатюрный лафитник с водкой, настоянной на лечебных травах. Осторожно наполнив две узкие гранёные рюмки, дед аккуратно слизывал с горлышка лафитника оставшиеся капли настойки и тщательно закрывал графин хрустальной резной пробкой, от которой по горнице разбегались весёлые солнечные зайчики. Дед, не спеша, убирал графин в буфет, закрывал дверку, осторожно нёс рюмки и ставил на стол перед гостем. Бабушка сразу подавала синее блюдце с нарезанным кружочками солёным огурцом. На этом угощение и заканчивалось.
…
Беляев Анатолий Михайлович. В деревне. Рассказ